# Euplexidia exotica
Euplexidia exotica là một loài bướm đêm trong họ Noctuidae.